# Le onde del destino
Le onde del destino (Breaking the Waves) è un film del 1996 diretto da Lars von Trier.
La pellicola rivelò al grande pubblico il talento del regista danese (che vinse il Gran Premio della Giuria al Festival di Cannes) e della protagonista Emily Watson (che ottenne una nomination agli Oscar come migliore attrice). Insieme a Idioti e Dancer in the Dark, Le onde del destino costituisce la Trilogia del cuore d'oro, una trilogia cinematografica interamente firmata da Lars von Trier, costituita da film i cui protagonisti vanno incontro a un doloroso destino a causa della loro bontà e del loro altruismo.

## Trama
Bess McNeill è una graziosa ragazza scozzese con una storia di problemi psicologici, è religiosa e pura di cuore, ma estremamente semplice e infantile nelle sue convinzioni. Durante le sue frequenti visite in chiesa, ella prega Dio e porta avanti conversazioni con lui utilizzando la propria voce, convinta che Egli le risponda attraverso la sua bocca. Quando decide di sposare Jan, un operaio della piattaforma petrolifera ateo, va incontro alla disapprovazione della comunità a cui appartiene, fortemente condizionata dalla religione cristiana di stampo calvinista. Il matrimonio viene celebrato sotto lo sguardo severo della madre e degli altri abitanti del paese. Gli unici allegri sono gli amici dello sposo, tra cui Terry che dopo la cerimonia nota uno strano particolare: la chiesa non ha le campane.
Bess ha difficoltà a vivere senza Jan quando lui è costretto a partire sulla piattaforma petrolifera. Jan fa telefonate occasionali a Bess, durante le quali i due esprimono il loro amore e i loro desideri sessuali. Bess, in preda alla solitudine, prega per il ritorno immediato di Jan. Il giorno dopo, Jan è gravemente ferito in un incidente industriale e viene riportato sulla terraferma. Bess si convince che la sua preghiera sia stata la ragione per cui si è verificato l'incidente, ritenendo che Dio l'abbia punita per il suo egoismo nel chiedere che lui trascurasse il suo lavoro e tornasse da lei. Non più in grado di soddisfarla sessualmente e mentalmente provato dalla paralisi, Jan impone a Bess di trovare un amante. Inizialmente Bess è inorridita dalla richiesta, ma diventa sempre più propensa ad assecondare Jan, quando questi tenta il suicidio.
Jan continua a esortare Bess a trovare un amante e raccontargli i dettagli dei loro incontri, affermando che sarà come se loro due fossero insieme e che ciò rivitalizzerà il suo spirito. Anche se sua cognata Dodo, che lavora come infermiera nello stesso ospedale dove è ricoverato Jan, cerca di convincerla che nulla renderà possibile il suo recupero, Bess comincia a ritenere che sia nella volontà di Dio che ella segua i suggerimenti del marito. Bess si getta sul medico di Jan, ma quando lui la respinge, lei inizia a vestirsi come una prostituta e si concede a diversi uomini, subendo umiliazioni sempre più crudeli. L'intero villaggio è scandalizzato da questi fatti e Bess viene espulsa dalla comunità.
Dodo e il medico di Jan concordano che l'unico modo per tenere al sicuro Bess da se stessa e dal marito sia farla rinchiudere in una casa di cura per un certo periodo e riescono a convincere Jan a firmare la conferma del ricovero. È allora che Bess decide di fare quello che pensa sia l'ultimo sacrificio per Jan: si dirige in una nave in disuso abitata da malviventi e si fa stuprare fino alla morte. Su insistenza del medico di Jan, i sacerdoti del villaggio concedono a Bess un rito funebre, ma durante la cerimonia proclamano che Bess brucerà all'Inferno. Dodo interrompe la cerimonia dicendo ai preti che nessuno di loro ha il diritto di giudicare Bess. Nel frattempo la bara si rivela essere vuota. La salma di Bess è infatti stata portata via da Jan, il quale è miracolosamente guarito e, straziato dal dolore, consegna il corpo di Bess al mare. Un altro miracolo accade: dal cielo giunge un suono di campane.

## Colonna sonora
- All the Way from Memphis - Mott the Hoople
- Blowin' in the Wind - eseguita da una band
- In a Broken Dream - Python Lee Jackson e Rod Stewart
- Cross-Eyed Mary - Jethro Tull
- I Did What I Did for Maria - Tony Christie
- Virginia Plain - Roxy Music
- A Whiter Shade of Pale - Procol Harum
- Hot Love - T. Rex
- Suzanne - Leonard Cohen
- Love Lies Bleeding - Elton John
- Goodbye Yellow Brick Road - Elton John
- Whiskey in the Jar - Thin Lizzy
- Child in Time - Deep Purple
- Life on Mars? - David Bowie (versione cinematografica) / Your Song - Elton John (versione home video)

## Riconoscimenti
- 1997 - Premio Oscar
  - Nomination Migliore attrice protagonista a Emily Watson
- 1997 - Golden Globe
  - Nomination Miglior film drammatico
  - Nomination Migliore attrice in un film drammatico a Emily Watson
- 1997 - Premio BAFTA
  - Nomination Miglior attrice protagonista a Emily Watson
- 1996 - Festival di Cannes
  - Grand Prix Speciale della Giuria a Lars von Trier
  - Nomination Palma d'oro a Lars von Trier
- 1996 - Chicago Film Critics Association Award
  - Nomination Miglior regia a Lars von Trier
  - Nomination Migliore attrice protagonista a Emily Watson
  - Nomination Miglior performance rivelazione a Emily Watson
- 1997 - Premio César
  - Miglior film straniero a Lars von Trier
- 1996 - European Film Awards
  - Miglior film a Lars von Trier
  - Miglior attrice protagonista a Emily Watson
  - Premio FIPRESCI a Lars von Trier
- 1997 - Premio Goya
  - Nomination Miglior film europeo a Lars von Trier
- 1997 - Independent Spirit Awards
  - Nomination Miglior film straniero a Lars von Trier
- 1997 - Nastro d'argento
  - Nomination Nastro d'argento europeo a Lars von Trier
- 1996 - National Board of Review Awards
  - Migliori dieci film
- 1997 - Premio Robert
  - Miglior film a Lars von Trier
  - Miglior attrice protagonista a Emily Watson
  - Miglior attrice non protagonista a Katrin Cartlidge
  - Miglior sceneggiatura a Lars von Trier
  - Miglior fotografia a Robby Müller
  - Miglior montaggio a Anders Refn
  - Miglior scenografia a Karl Júlíusson
  - Miglior sonoro a Per Streit
  - Miglior trucco a Jennifer Jorfaid e Sanne Gravfort
- 1996 - Satellite Award
  - Miglior film straniero
  - Nomination Miglior regia a Lars von Trier
  - Nomination Miglior attrice in un film drammatico a Emily Watson
  - Nomination Miglior fotografia a Robby Müller
- 1996 - Premio Amanda
  - Miglior film nordico a Lars von Trier
- 1996 - Boston Society of Film Critics Awards
  - Nomination Miglior regia a Lars von Trier
  - Nomination Miglior attrice protagonista a Emily Watson
  - Nomination Miglior fotografia a Robby Müller
- 1996 Evening Standard British Film Awards
  - Miglior promessa a Emily Watson
- 1999 - AsoloArtFilmFestival
  - Miglior film straniero
- 1997 - AACTA Award
  - Nomination Miglior film straniero a Peter Aalbæk Jensen e Vibeke Windeløv
- 1997 - Premio Bodil
  - Miglior film danese a Lars von Trier
  - Miglior attrice protagonista a Emily Watson
  - Miglior attrice non protagonista a Katrin Cartlidge
- 1996 - Camerimage
  - Nomination Rana d'oro a Robby Müller
- 1997 - Fotogramma d'argento
  - Miglior film straniero a Lars von Trier
- 1997 - Guldbagge Award
  - Miglior film straniero
- 1997 - London Critics Circle Film Awards
  - Esordiente britannica dell'anno a Emily Watson
  - Nomination Attrice britannica dell'anno a Emily Watson
- 1996 - Los Angeles Film Critics Association Award
  - New Generation Award a Emily Watson
- 1996 - New York Film Critics Circle Awards
  - Miglior regia a Lars von Trier
  - Miglior attrice protagonista a Emily Watson
  - Miglior fotografia a Robby Müller
  - Nomination Miglior film
- 1996 - Festival del cinema di Stoccolma
  - Premio FIPRESCI a Lars von Trier
- 1997 - Chlotrudis Awards
  - Nomination Miglior attrice protagonista a Emily Watson
- 1998 - Czech Lions
  - Miglior film straniero a Lars von Trier
- 1997 - Florida Film Critics Circle Awards
  - Nomination Miglior film
- 1996 - Ft. Lauderdale International Film Festival
  - Miglior regia a Lars von Trier
  - Miglior attrice protagonista a Emily Watson
- 1996 - Lübeck Nordic Film Days
  - Baltic Film Prize per il miglior film nordico a Lars von Trier
  - Premio della giuria a Lars von Trier
- 1996 - National Society of Film Critics Awards
  - Miglior film
  - Miglior regia a Lars von Trier
  - Miglior attrice protagonista a Emily Watson
  - Miglior fotografia a Robby Müller
- 1997 - Uruguay International Film Festival
  - Miglior film a Lars von Trier
- 1996 - Vancouver International Film Festival
  - Film più popolare a Lars von Trier